# 山下敬大
山下 敬大（やました けいた、1996年3月13日 - ）は、福岡県田川郡川崎町出身のプロサッカー選手。Jリーグ・FC東京所属。ポジションはフォワード、ミッドフィールダー。

## 来歴
九州国際大学付属高等学校では2年でチームのエースナンバー14を背負い、3年次には主将を務める。卒業後は福岡大学に進学し、サッカー部に入部するが、1年生の夏に股関節手術、2年生のインカレ前に半月板損傷、3年生に軟骨の手術を行うなど相次ぐ怪我に苦しむが、大学最後の試合となった第66回全日本大学サッカー選手権大会準々決勝・流通経済大学戦では主将として2ゴールを挙げるなど意地を見せた。
2018年、レノファ山口FCに加入。開幕戦で途中交代出場。2年目の2019年には37試合出場でチーム最多となる11得点を挙げた。
2019年12月17日、2020年シーズンよりジェフユナイテッド千葉への完全移籍が発表された。走力のあるFWとして期待されたが、終盤戦では出番を減らし、34試合出場も7ゴールに終わった。
2020年12月29日、2021年シーズンよりサガン鳥栖に完全移籍する事が発表された。3月6日、第2節の浦和レッズ戦でJ1初ゴールを含む2得点を決めた。
2021年12月23日、2021シーズンの活躍が評価され翌シーズンよりFC東京に完全移籍することが発表された。
2022年12月15日、2023年シーズンより湘南ベルマーレに期限付き移籍することが発表された。しかし、左膝の負傷でリーグ戦5試合の出場にとどまった。
2023年8月17日、期限付き移籍の契約をFC東京・湘南両クラブおよび選手合意のもと解除し、FC東京へ復帰することが発表された。

## 所属クラブ
- 川崎FC
- 2011年 - 2013年 九州国際大学付属高等学校
- 2014年 - 2017年 福岡大学
- 2018年 - 2019年 レノファ山口FC
- 2020年 ジェフユナイテッド市原・千葉
- 2021年 サガン鳥栖
- 2022年 - FC東京
  - 2023年 - 同年8月 湘南ベルマーレ（期限付き移籍）

## 個人成績
| 国内大会個人成績 | 国内大会個人成績 | 国内大会個人成績 | 国内大会個人成績 | 国内大会個人成績 | 国内大会個人成績 | 国内大会個人成績 | 国内大会個人成績 | 国内大会個人成績 | 国内大会個人成績 | 国内大会個人成績 | 国内大会個人成績 |
| 年度             | クラブ           | 背番号           | リーグ           | リーグ戦         | リーグ戦         | リーグ杯         | リーグ杯         | オープン杯       | オープン杯       | 期間通算         | 期間通算         |
| 年度             | クラブ           | 背番号           | リーグ           | 出場             | 得点             | 出場             | 得点             | 出場             | 得点             | 出場             | 得点             |
| 日本             | 日本             | 日本             | 日本             | リーグ戦         | リーグ戦         | リーグ杯         | リーグ杯         | 天皇杯           | 天皇杯           | 期間通算         | 期間通算         |
| ---------------- | ---------------- | ---------------- | ---------------- | ---------------- | ---------------- | ---------------- | ---------------- | ---------------- | ---------------- | ---------------- | ---------------- |
| 2018             | 山口             | 24               | J2               | 35               | 5                | -                | -                | 2                | 1                | 37               | 6                |
| 2019             | 山口             | 24               | J2               | 37               | 11               | -                | -                | 2                | 1                | 39               | 12               |
| 2020             | 千葉             | 24               | J2               | 34               | 7                | -                | -                | -                | -                | 34               | 7                |
| 2021             | 鳥栖             | 9                | J1               | 35               | 9                | 4                | 0                | 3                | 1                | 42               | 10               |
| 2022             | FC東京           | 19               | J1               | 15               | 0                | 5                | 0                | 1                | 0                | 21               | 0                |
| 2023             | 湘南             | 9                | J1               | 5                | 0                | 3                | 0                | 0                | 0                | 8                | 0                |
| 2023             | FC東京           | 19               | J1               | 6                | 0                | -                | -                | -                | -                | 6                | 0                |
| 2024             | FC東京           | 14               | J1               | 0                | 0                | 0                | 0                | 0                | 0                | 0                | 0                |
| 通算             | 日本             | 日本             | J1               | 61               | 9                | 12               | 0                | 4                | 1                | 77               | 10               |
| 通算             | 日本             | 日本             | J2               | 106              | 23               | -                | -                | 4                | 2                | 110              | 25               |
| 総通算           | 総通算           | 総通算           | 総通算           | 167              | 32               | 12               | 0                | 8                | 3                | 187              | 35               |

- Jリーグ初出場：2018年2月25日 - J2第1節 vsロアッソ熊本戦（維新みらいふスタジアム）
- Jリーグ初得点：2018年3月21日 - J2第5節 vsツエーゲン金沢戦（維新みらいふスタジアム）